# Barada (Syrie)
Pour les articles homonymes, voir Barada et Abana (homonymie).
Le Barada est un endoréisme qui prend sa source dans l'Anti-Liban vers 1 500 m d’altitude, qui s'écoule vers le sud-ouest puis sud-est sur environ 50 km pour arroser Damas.

## Étymologie
Il est appelé Chrysorrhoas dans certains textes grecs. Abana dans la Septante, Abana ou Amana dans la Bible en hébreu, Abana dans la Bible en arabe.

## Géographie
Après plus de 20 km d’un cours tranquille, le Barada traverse le bassin d’`Ayn al-Fîja où il double de débit en recevant l’apport de sources. `Ayn al-Fîja, à 850 m d’altitude, est un lieu de villégiature très apprécié par les Damascènes, et on y trouve de nombreux restaurants au bord de la rivière à l’ombre des arbres. Ensuite le Barada s’enfonce dans une gorge jusqu’au niveau de la cuvette de Damas. Cette région très belle et très agréable de Damas se nomme « Rabwé » (Gorge de Rabwé) ; elle est également très animée du fait des bars et des restaurants situés tout au long de la route, de part et d'autre du fleuve.

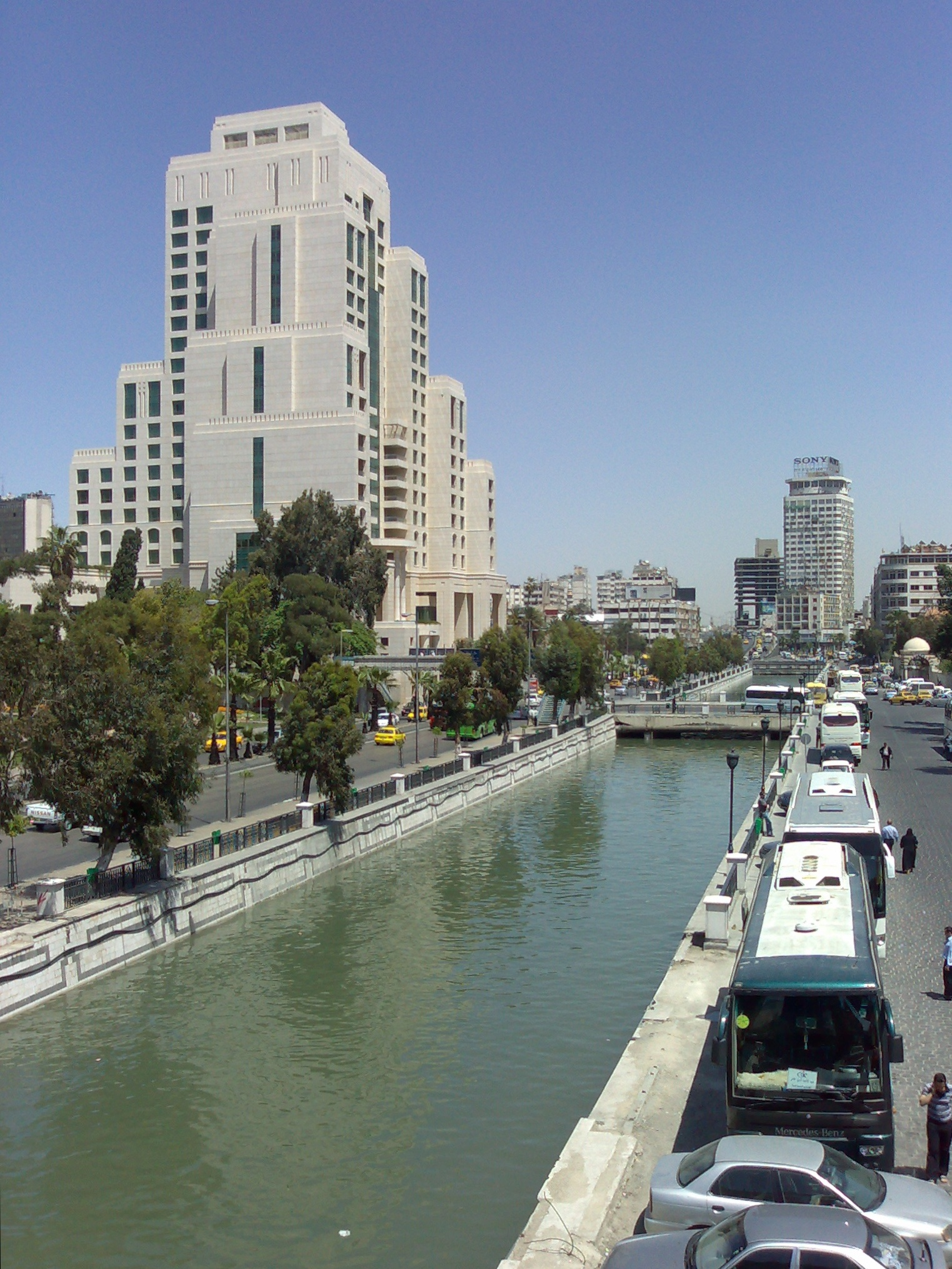
La rivière Barada dans Damas.

L’essentiel de l’eau du Barada ne suit pas son cours naturel car depuis l’antiquité, les Nabatéens, les Araméens et les Romains ont construit et entretenu un système de captages pour permettre l’irrigation de la plaine créant ainsi la Ghouta à l’est et au sud de  la ville. Le Barada va se perdre dans un lac marécageux dans le désert à l’est de Damas, le Bahîra `Atayba.